# Division 1 1963-64
La Division 1 1963-64 fue la 26ª temporada del fútbol francés profesional. AS Saint-Étienne se proclamó campeón con 44 puntos, obteniendo su segundo título.

## Equipos participantes
| - Angers SCO - Bordeaux - RC Lens - Olympique Lyonnais - AS Monaco FC - FC Nantes - OGC Nice - Nîmes Olympique - RC Paris |  | - Stade de Reims - Stade Rennais UC - FC Rouen - AS Saint-Étienne - UA Sedan-Torcy - Stade Français FC - RC Strasbourg - Toulouse FC - US Valenciennes-Anzin |

## Tabla de posiciones
| Pos. | Equipo                | Pts. | PJ | G  | E  | P  | GF | GC | Dif. | Clasificación                                |
| ---- | --------------------- | ---- | -- | -- | -- | -- | -- | -- | ---- | -------------------------------------------- |
| 1    | AS Saint-Étienne (C)  | 44   | 34 | 18 | 8  | 8  | 71 | 48 | +23  | Clasificado a la Copa de Campeones de Europa |
| 2    | AS Monaco FC          | 41   | 34 | 17 | 7  | 10 | 62 | 45 | +17  |                                              |
| 3    | RC Lens               | 40   | 34 | 17 | 6  | 11 | 71 | 46 | +25  |                                              |
| 4    | Olympique Lyonnais    | 39   | 34 | 15 | 9  | 10 | 58 | 53 | +5   |                                              |
| 5    | Toulouse FC           | 37   | 34 | 13 | 11 | 10 | 56 | 54 | +2   | Clasificado a la Recopa de Europa            |
| 6    | US Valenciennes-Anzin | 35   | 34 | 14 | 7  | 13 | 49 | 39 | +10  |                                              |
| 7    | FCG Bordeaux          | 34   | 34 | 13 | 8  | 13 | 55 | 58 | −3   | Clasificado a la Copa de Ferias              |
| 8    | FC Nantes             | 34   | 34 | 13 | 8  | 13 | 51 | 59 | −8   |                                              |
| 9    | RC Strasbourg         | 33   | 34 | 11 | 11 | 12 | 43 | 41 | +2   | Clasificado a la Copa de Ferias              |
| 10   | Angers SCO            | 33   | 34 | 11 | 11 | 12 | 54 | 62 | −8   |                                              |
| 11   | Stade Rennais UC      | 33   | 34 | 12 | 9  | 13 | 54 | 65 | −11  |                                              |
| 12   | UA Sedan-Torcy        | 32   | 34 | 14 | 4  | 16 | 62 | 52 | +10  |                                              |
| 13   | Nîmes Olympique       | 32   | 34 | 12 | 8  | 14 | 45 | 45 | 0    |                                              |
| 14   | FC Rouen              | 32   | 34 | 12 | 8  | 14 | 50 | 51 | −1   |                                              |
| 15   | Stade Français FC     | 32   | 34 | 13 | 6  | 15 | 48 | 53 | −5   | Clasificado a la Copa de Ferias              |
| 16   | RC Paris (D)          | 31   | 34 | 12 | 7  | 15 | 66 | 76 | −10  | Acceso a promoción de permanencia            |
| 17   | Stade de Reims (D)    | 27   | 34 | 8  | 11 | 15 | 37 | 56 | −19  | Descenso a Division 2                        |
| 18   | OGC Nice (D)          | 23   | 34 | 7  | 9  | 18 | 45 | 74 | −29  | Descenso a Division 2                        |

 Fuente: footballdatabase.eu

## Resultados
| Local \ Visitante     | ANG | BOR | LEN | LYO | MOC | NAT | NIC | NIM | RCP  | REI | REN | ROU | STE | SED | STF | STR | TOU | VAL |
| --------------------- | --- | --- | --- | --- | --- | --- | --- | --- | ---- | --- | --- | --- | --- | --- | --- | --- | --- | --- |
| Angers SCO            | —   | 1–1 | 1–2 | 1–1 | 4–4 | 3–3 | 0–3 | 0–1 | 2–1  | 3–1 | 1–1 | 3–0 | 3–1 | 1–0 | 1–3 | 1–1 | 4–3 | 2–2 |
| FCG Bordeaux          | 3–0 | —   | 1–1 | 4–0 | 0–0 | 2–0 | 6–2 | 2–2 | 2–2  | 4–2 | 3–1 | 2–0 | 2–3 | 3–2 | 4–1 | 2–0 | 2–1 | 0–3 |
| RC Lens               | 4–0 | 8–1 | —   | 1–2 | 0–0 | 2–0 | 2–1 | 4–2 | 10–2 | 2–1 | 5–0 | 0–2 | 4–2 | 3–1 | 3–0 | 2–1 | 2–1 | 2–0 |
| Olympique Lyonnais    | 2–2 | 3–1 | 1–1 | —   | 5–1 | 1–1 | 0–0 | 2–1 | 5–1  | 3–1 | 4–2 | 0–1 | 4–5 | 2–0 | 2–0 | 1–1 | 1–2 | 1–1 |
| AS Monaco FC          | 0–1 | 2–0 | 5–0 | 0–1 | —   | 3–1 | 0–0 | 2–0 | 5–3  | 1–0 | 3–2 | 2–1 | 2–1 | 3–1 | 0–1 | 4–2 | 5–0 | 3–0 |
| FC Nantes             | 1–0 | 4–1 | 2–1 | 3–1 | 1–3 | —   | 3–0 | 2–1 | 1–0  | 0–0 | 2–1 | 7–1 | 1–3 | 2–2 | 3–1 | 2–1 | 2–2 | 3–1 |
| OGC Nice              | 3–1 | 2–0 | 3–2 | 1–2 | 0–2 | 1–2 | —   | 3–2 | 1–1  | 1–1 | 0–2 | 2–0 | 1–1 | 2–4 | 3–1 | 1–1 | 2–4 | 1–3 |
| Nîmes Olympique       | 2–0 | 0–0 | 1–1 | 5–0 | 1–0 | 3–0 | 0–0 | —   | 3–1  | 4–0 | 3–1 | 0–2 | 0–2 | 4–2 | 3–0 | 1–1 | 1–0 | 2–0 |
| RC Paris              | 3–4 | 3–1 | 3–2 | 1–3 | 1–5 | 3–0 | 3–2 | 5–0 | —    | 2–1 | 0–2 | 2–2 | 1–3 | 2–2 | 3–2 | 3–0 | 1–1 | 1–3 |
| Stade de Reims        | 1–1 | 1–0 | 1–0 | 2–2 | 2–3 | 1–1 | 2–0 | 0–0 | 1–4  | —   | 3–3 | 0–0 | 3–1 | 1–0 | 0–3 | 0–0 | 1–3 | 1–4 |
| Stade Rennais UC      | 2–4 | 2–2 | 0–0 | 2–3 | 2–1 | 3–1 | 3–1 | 3–1 | 2–2  | 2–0 | —   | 2–1 | 1–1 | 1–0 | 4–3 | 0–0 | 4–2 | 2–1 |
| FC Rouen              | 0–0 | 0–0 | 3–0 | 2–2 | 4–0 | 5–2 | 3–0 | 1–0 | 1–2  | 3–4 | 3–1 | —   | 0–0 | 2–2 | 2–0 | 3–0 | 2–1 | 0–4 |
| AS Saint-Étienne      | 2–2 | 4–0 | 1–0 | 2–1 | 4–1 | 6–1 | 2–2 | 3–0 | 2–1  | 3–0 | 1–1 | 1–0 | —   | 2–1 | 0–1 | 2–2 | 7–1 | 1–1 |
| UA Sedan-Torcy        | 2–1 | 2–4 | 2–3 | 2–0 | 4–0 | 2–0 | 8–1 | 3–1 | 1–0  | 2–0 | 5–0 | 2–1 | 3–0 | —   | 2–0 | 2–1 | 1–1 | 0–2 |
| Stade Français FC     | 2–2 | 2–0 | 1–0 | 1–2 | 1–0 | 4–0 | 2–2 | 0–0 | 2–3  | 0–2 | 4–2 | 5–2 | 1–3 | 3–2 | —   | 1–0 | 0–0 | 0–2 |
| RC Strasbourg         | 2–1 | 3–1 | 1–2 | 5–0 | 1–1 | 0–0 | 2–1 | 3–0 | 2–1  | 1–2 | 2–1 | 1–0 | 2–0 | 2–0 | 1–1 | —   | 1–1 | 1–0 |
| Toulouse FC           | 4–0 | 0–1 | 4–2 | 1–0 | 1–1 | 1–0 | 2–1 | 1–1 | 2–2  | 0–0 | 1–1 | 2–2 | 4–0 | 2–0 | 0–2 | 3–2 | —   | 2–1 |
| US Valenciennes-Anzin | 1–3 | 1–0 | 0–0 | 0–1 | 0–0 | 0–0 | 7–2 | 1–0 | 1–3  | 2–1 | 0–0 | 2–1 | 1–2 | 2–0 | 0–0 | 1–0 | 2–3 | —   |

## Promoción de permanencia
A partir de esta temporada se implementó una promoción de permanencia/ascenso entre el decimoquinto y decimosexto clasificados de la Division 1 y el tercer y cuarto lugar de la Division 2.
| Pos. | Equipo            | Pts. | PJ | G | E | P | GF | GC | Dif. | Clasificación               |
| ---- | ----------------- | ---- | -- | - | - | - | -- | -- | ---- | --------------------------- |
| 1    | Stade Français FC | 5    | 4  | 2 | 1 | 1 | 10 | 8  | +2   | Permanencia en su categoría |
| 2    | SC Toulon (A)     | 4    | 4  | 2 | 0 | 2 | 9  | 9  | 0    | Ascenso a Division 1        |
| 3    | RC Paris (D)      | 4    | 4  | 2 | 0 | 2 | 8  | 9  | −1   | Descenso a Division 2       |
| 4    | FC Metz           | 3    | 4  | 1 | 1 | 2 | 8  | 9  | −1   | Permanencia en su categoría |

 Fuente: footballdatabase.eu
Promovidos de la Division 2, quienes jugarán en la Division 1 1964/65:
- Lille OSC: Campeón de la Division 2
- FC Sochaux-Montbéliard: Segundo lugar de la Division 2
- SC Toulon: Cuarto lugar de la Division 2, FC Metz (3°) quedó eliminado en la promoción de ascenso.

## Goleadores
| #  | Jugador              | Nacionalidad      | Club               | Goles |
| -- | -------------------- | ----------------- | ------------------ | ----- |
| 1  | Ahmed Oudjani        | Argelia           | RC Lens            | 30    |
| 2  | André Guy            | Francia           | AS Saint-Étienne   | 28    |
| 3  | Néstor Combin        | Francia Argentina | Olympique Lyonnais | 23    |
| 4  | Lucien Cossou        | Francia           | AS Monaco FC       | 21    |
| 5  | Jean Deloffre        | Francia           | RC Lens            | 18    |
|    | Mohamed Salem        | Argelia           | UA Sedan-Torcy     | 18    |
| 7  | Rachid Mekloufi      | Argelia           | AS Saint-Étienne   | 16    |
| 8  | Héctor de Bourgoing  | Francia Argentina | Bordeaux           | 15    |
|    | Guy Van Sam          | Francia           | RC Paris           | 15    |
| 10 | Stéphane Bruey       | Francia           | Angers SCO         | 14    |
|    | Giovanni Pellegrini  | Francia           | Stade Rennais UC   | 14    |
|    | N'Ganga Samuel Edimo | Camerún           | Toulouse FC        | 14    |
| 13 | Francis Magny        | Francia           | RC Paris           | 13    |
|    | Michel Watteau       | Francia           | RC Paris           | 13    |